# Ги де Тьер
Ги де Тьер (Guy de Thiern) (ум. до 1113) — граф половины Шалона с 1078.
Второй сын Гильома II сеньора де Тьер и Аделаис де Шалон. В 1078 году после смерти брата матери унаследовал половину графства Шалон. Вторую половину получил Жоффруа де Донзи (Geoffroy de Donzy), в 1096 году он продал её своему дяде по матери Саварику де Вержи. Тот, в свою очередь, вскоре перепродал её епископу Шалона.
Ги де Тьер известен как участник Первого крестового похода (1096 год).
Имя и происхождение жены не выяснены. Дети:
- Гильом I (ум. после 1147), граф Шалона.
- Ги де Тьер, первый сеньор де Монпансье. Его дочь (единственный ребёнок) Агнес в 1160 году вышла замуж за Гумберта IV де Божё. Благодаря этому браку к роду Божё перешла сеньория Монпансье, которая позже (в 1414 году) стала графством, а в 1539 году — герцогством.
- не известная по имени дочь, мать жены Шассерана де Дигуэна.